# Hadj Cheriff
Hadj Cheriff  é um Curta-metragem estadunidense em preto e branco lançado em 1894, produzido e dirigido por William K.L. Dickson e William Heise para o Edison Studios, de Thomas Edison.
Este vídeo faz parte de uma série de curtas de Edison mostrando atuações de circo e vaudeville. É um dos primeiros filmes feitos com a primeira câmera cinematográfica em deslocamento linear vertical, o Cinetógrafo, de formato 35mm, com dois pares de quatro perfurações por quadro, projetado por Dickson e Heise a partir de esboços de Edison.

## Sinopse
Hadji Cheriff, um artista conhecido por uma variedade de habilidades incomuns, demonstra parte dessas habilidades no Black Maria, o primeiro estúdio de cinema da história. Ele tem uma grande faca na mão, na abertura do ato. Ele, então, atira a faca e começa uma rápida série de movimentos de dança, a execução de inúmeras piruetas e giros.

## Elenco
- Hadji Cheriff ... Ele mesmo (performance solo)